# Pere Gimferrer
Pere Gimferrer Torrens (Barcelona, 22 de junio de 1945) es un poeta, prosista, crítico literario y traductor español. Su obra literaria está compuesta tanto de obras en castellano como en catalán. Fue elegido miembro de la Real Academia Española en 1985. Premio Nacional de las Letras Españolas en 1998.

## Biografía
Inicia su actividad como poeta con Mensaje del Tetrarca (1963). Le siguen Arde el mar (Premio Nacional de Poesía, 1966) y La muerte en Beverly Hills (1968) y Extraña fruta y otros poemas (1969). En 1968 fue incluido en la Antología de la nueva poesía española. En aquella época reivindicaba las influencias de autores vivos que conocía personalmente, como Vicente Aleixandre y Octavio Paz, así como los ejemplos leídos de Lautréamont, Federico García Lorca y Wallace Stevens.[cita requerida]
En 1970 escribió y publicó Los espejos (Els miralls), su primer libro de poesía en catalán, que pronto fue seguido por Hora oscurecida (Hora foscant, 1972) y Fuego ciego (Foc cec, 1973). Es ésta una poesía discursiva, metaliteraria, que ensaya enlazar el Barroco y las vanguardias. Explora las tenues fronteras entre realidad real y realidad artística. En 1981 recopiló toda su obra anterior en Espejo, espacio y apariciones (Mirall, espai, aparicions), que incluía un libro nuevo, Apariciones (Aparicions). Posteriormente publicó El vendaval (1989) y La luz (La llum, 1991), en las cuales domina la nota visual, el epigrama. Mascarada (1996) es un largo poema unitario en el cual, con un trasfondo parisino (paisaje y referencias literarias), insiste en temas de la experiencia amorosa, llegando a extremos de crudeza y provocación. En El agente provocador (L'agent provocador, 1998), las prosas poéticas son una reflexión sobre cómo el yo se hace autoconsciente en la escritura, el paso del yo activo al yo reflexivo, combinado con detalles autobiográficos. En el año 2000 Visor editó Poemas (1962-1969), recopilación de toda la poesía originariamente escrita en castellano. 
También ha sido autor de obra en prosa, como el Dietario 1979-1980 (Dietari, 1981) y Segundo dietario 1980-1982 (Segon dietari, 1982), recopilaciones de los artículos publicados en el periódico barcelonés El Correo Catalán. Hay una serie de temas recurrentes: la actitud de rechazo y de silencio que caracteriza a los intelectuales en determinados momentos de la historia; la crítica del poder y la política; el poeta y el artista en aprendizaje constante; la voluntad de definir el momento cultural catalán; las evocaciones personales literarias, artísticas, cinematográficas. 
También ha escrito una novela, Fortuny (1983), premio Ramon Llull y premio Joan Crexells.
El 15 de octubre de 2009 durante la entrega del Premio Planeta, en la que él forma parte como jurado, tuvo un repentino desmayo por lo que tuvo que ser trasladado al hospital.

## Obra

### Poesía
- 1963: Mensaje del tetrarca (Trimer)
- 1966: Arde el mar (El Bardo)
- 1968: La muerte en Beverly Hills (El Bardo)
- 1969: «Extraña fruta y otros poemas», en Poesía 1963-1969 (Visor)
- 1970: «Los espejos», en Espejo, espacio y apariciones. Poesía 1970-1980 (Visor)
- 1971: «Hora oscurecida», en Espejo, espacio y apariciones (Visor)
- 1973: «Fuego ciego», en Espejo, espacio y apariciones (Visor)
- 1976: «El espacio desierto», en Espejo, espacio y apariciones (Visor)
- 1978: «Apariciones», en Espejo, espacio y apariciones (Visor)
- 1988: El vendaval (Península)
- 1992: La luz (Península)
- 1998: Mascarada (Península)
- 2002: El diamante en el agua (Ediciones del Bronce)
- 2006: Amor en vilo (Seix Barral)
- 2008: Tornado (Seix Barral)
- 2011: Rapsodia (Seix Barral)
- 2012: Alma Venus (Seix Barral)
- 2014: El castillo de la pureza (Tusquets)
- 2014: Con cuidado (Fundación José Manuel Lara)
- 2016: Marinejant (Proa)
- 2016: No en mis días (Fundación José Manuel Lara)
- 2018: Las llamas (Fundación José Manuel Lara)
- 2022: Tristissima noctis imago (Fundación José Manuel Lara)

### Narrativa
- 1992: Fortuny (Planeta)
- 2001: La calle de la guardia prusiana (Ediciones del Bronce)

### Ensayo
- 1972: El cine (Buru Lan Ediciones), monografía colectiva.[4]
- 1974: La poesia de J.V. Foix (Edicions 62)
- 1974: Antoni Tàpies y el espíritu catalán (Polígrafa)
- 1977: Max Ernst o la disolución de la identidad (Polígrafa)
- 1978: Radicalidades (Antoni Bosch; Península)
- 1979: Miró y su mundo (Polígrafa)
- 1980: Lecturas de Octavio Paz (Anagrama)
- 1984: Dietario 1979-1980 (Seix Barral)
- 1985: Cine y literatura (Planeta)
- 1985: Los raros (Planeta)
- 1985: Segundo dietario 1980-1982 (Seix Barral)
- 1985: Perfil de Vicente Aleixandre (Real Academia Española)
- 1986: Magritte (Polígrafa)
- 1988: Giorgio de Chirico (Polígrafa)
- 1990: Toulouse-Lautrec (Polígrafa)
- 1993: Valències (Eliseu Climent)
- 1993: Las raíces de Miró (Polígrafa)
- 1996: Itinerario de un escritor (Anagrama)
- 1998: El agente provocador (Península)
- 2006: Interludio azul (Seix Barral)
- 2006: Noche en el Ritz (Anagrama)

### Traducción (del catalán)
- 1968: Teatro, de Joan Brossa (Cuadernos para el Diálogo)
- 1978: Obra poética, de Ausiàs March (Alfaguara)
- 1979: Mujeres y días, de Gabriel Ferrater (Seix Barral), con José Agustín Goytisolo y José María Valverde
- 1982: Espejo roto, de Mercè Rodoreda (Seix Barral)
- 1982: Curial y Güelfa (Alfaguara)

## Premios
- Premio Nacional de Poesía (España) (1966 y 1989)
- Premio Internacional de Ensayo Gertrude Stein (1974)
- Premio Josep Carner del Institut d’Estudis Catalans (1974 y 1977)
- Premio Lletra d’Or (1977)
- Premio Anagrama de ensayo (1980)
- Premio de la Generalidad (1981, 1989 y 1997)
- Premio Ciudad de Barcelona (1981 y 1989)
- Premio de la Crítica Serra d’Or (1982, 1984 y 1989)
- Premio Joan Crexells (1983)
- Premio Ramon Llull de novela (1983)
- Premio de la Crítica de narrativa catalana (1983)
- Llave de Barcelona (1986)
- Premio de la Crítica de poesía catalana (1988)
- Premio Cavall Verd (1988)
- Premio Mariano de Cavia (1992)
- Premio Libertad del Centro Internacional de Paz de Sarajevo (1995)
- Premio Nacional de Literatura de la Generalidad de Cataluña (1997)
- Premio Nacional de las Letras Españolas (1998)
- Premio Reina Sofía de Poesía Iberoamericana (2000)
- Premio Internacional de Poesía y Ensayo Octavio Paz (2006)
- Premio Terenci Moix (2007)
- Premio Cavall Verb de la Asociación de Críticos Españoles
- Cruz de San Jorge de la Generalidad de Cataluña
- Premio Paquiro de El Cultural de El Mundo (2010)
- Premio Internacional de Poesía Ciudad de Granada Federico García Lorca (2017)[5]

| Predecesor: Ramon Folch | Premio Ramon Llull de novela 1983 | Sucesor: Ignasi Riera |